# Penelopinae
Sous-famille
Les Penelopinae (Pénélopinés en français) sont une sous-famille d'oiseaux de la famille des Cracidae.

## Liste alphabétiques des genres
D'après Alan P. Peterson :
- Aburria (f.) Reichenbach, 1853 (1 espèce)
- Chamaepetes (m.) Wagler, 1832  (2 espèces)
- Oreophasis (m.) G.R. Gray, 1844 (1 espèce)
- Ortalis (f.) Merrem, 1786 (16 espèces)
- Penelope (f.) Merrem, 1786 (15 espèces)
- Penelopina (f.) Reichenbach, 1861 (1 espèce)
- Pipile (4 espèces)

## Liste des espèces
D'après la classification de référence (version 2.2, 2009) du Congrès ornithologique international, ces genres contiennent ces espèces (ordre phylogénique) :